# E-серия
E-серия (Entwicklung series — развитие, разработка) — программа разработки серии опытных немецких танков времён Второй мировой войны. Ни один танк из проектируемых в рамках программы, кроме E100, не вышел из стадии проектной проработки.
Несмотря на то, что положение на фронтах, а главное, острый дефицит сырья делали массовый выпуск танков нового поколения нереальным, проводились интенсивные исследовательские и конструкторские работы и строились опытные образцы. Приоритетом были скорее изыскательные наработки по новым узлам и механизмам, а не массовое производство, поэтому проекты E-серии доверили фирмам, не занимавшимся производством танков для фронтов, чтобы не отвлекать их.

## История
В мае 1942 года главный конструктор отдела испытаний танкового вооружения (WaPruf 6) Э. Книпкамп создал специальную исследовательскую группу, которую возглавил лично. Эта группа должна была разработать ряд проектов боевых машин, в которых предполагалось учесть весь полученный к этому времени боевой опыт в области бронетехники. Работа эта была личной инициативой Книпкампа, и, естественно, шла довольно медленно — основные силы отдела испытаний танкового вооружения были задействованы на обеспечение серийного производства танков и разработку новых образцов по заказам армии. Тем не менее, к апрелю 1943 года группа сформулировала основные требования, которые следовало воплотить в новых боевых машинах. Весь проект получил обозначение «серия Е» (Е обозначает «разработка», от немецкого «Entwicklung»).
В машинах серии Е предусматривалось реализовать следующие принципы:
- максимально усилить защиту лобовой части корпуса, усилить вооружение и возимый боекомплект;
- создать единый блок для трансмиссии и обеспечить его простой монтаж и демонтаж в корпусе для упрощения обслуживания и ремонта;
- для увеличения внутреннего объёма корпуса и снижения общей высоты машин использовать подвеску с размещением упругих элементов снаружи корпуса, а также изменить компоновку, разместив двигатель с трансмиссией в корме;
- конструкция подвески должна обеспечить возможность натяжения гусеницы при сорванном ленивце или части катков для возможности отвода танка в тыл;
- использовать максимальное количество одинаковых узлов и агрегатов на всех боевых машинах, для облегчения производства, обслуживания и ремонта.

Танки программы «E»:
- E-10 — малый разведывательный танк и истребитель танков массой около 15 тонн. Должен был вооружаться 75-мм пушкой Pak 40 L/48.
- E-25 — истребитель танков массой около 25—30 тонн. Должен был вооружаться 75-мм пушкой Pak L/70.
- E-50 — средний танк массой около 50-55 тонн. Высокая масса танка по сути переводила его в разряд тяжёлых.
- E-75 — тяжёлый танк массой около 75-80 тонн.
- E-100 — сверхтяжелый танк массой 130—140 тонн, альтернатива сверхтяжелому танку «Maus».

## Танки программы «E»

### E-10
E-10 — проект лёгкого танка массой около 10 тонн.
Работы над созданием E-10 начались в 1944 году. Он должен был быть максимально унифицирован с остальными танками E-серии, будучи при этом как можно более технологичным в производстве и не требовавшим больших затрат ресурсов. Проект танка был создан фирмой «Kloeker-Humboldt-Deutz», которая до этого никогда не занималась разработкой бронетехники. Планировалось заменить этим лёгким танком танк Pz. 38 (t) и машины на его базе, а также истребитель танков JagdPanzer 38 (t) «Hetzer».
Конструкция E-10 в целом похожа на конструкцию легких немецких истребителей танков «Hetzer». В целях экономии массы, уменьшения количества деталей и снижения общей высоты танка башню как таковую было решено исключить. В результате корпус достаточно простой формы получил сильно наклоненный верхний лобовой бронелист, в котором монтировалась 75-мм пушка 7.5 cm PaK 39 (как на «Хетцере»).
Опорные катки располагались в шахматном порядке, по четыре на борт диаметром 1000 мм каждый. Их подвеска состояла из внешних рычагов, крепившихся к корпусу, с использованием шайб в качестве пружин. С помощью гидравлического привода можно было регулировать высоту клиренса: она варьировалась в пределах 200 мм. Таким образом, общая высота танка была в пределах 1400—1600 мм.
Из-за скромных размеров пришлось отказаться от стандартной для немецких танков и САУ компоновки — теперь гидродинамическая трансмиссия располагалась сзади, рядом с двигателем. Это упрощало её демонтаж и обслуживание, и кроме того, позволяло увеличить пространство боевого отделения. Отсек двигателя и задние бронеплиты планировалось сделать полностью съёмными, чтобы имелась возможность демонтировать двигатель и трансмиссию единым блоком.
В качестве основных типов силовой установки планировалось использование бензиновых моторов «Maybach HL 100» с водяным охлаждением мощностью 400 л. с. или «Аргус» с воздушным охлаждением мощностью 350 л. с. Проектная скорость Е-10 составляла бы 65—70 км/ч при движении по шоссе.
Работы над проектом E-10 прекратились спустя несколько месяцев. Его предполагаемая масса составляла примерно 15—16 тонн, хотя он по условию должен был быть десятитонным. Отсутствие башни исключало возможность вести круговой обстрел без разворота всей машины, а подвеска и трансмиссия не были хорошо освоены промышленностью, что создало бы препятствия при развертывании серийного производства.
Ни одного прототипа легкого танка Е-10 построено не было.

### E-25

Истребитель танков E 25

E-25 — проект опытного истребителя танков массой около 25 тонн.
Договор на разработку шасси для истребителя танков Е-25 был заключён весной 1943 года с компанией «Аргус» из Карлсруэ. Проектирование велось под руководством доктора Клауэ. Проект машины был представлен на рассмотрение военных только осенью 1944 года. Новая машина напоминала Е-10, но имела более мощное вооружение и большую массу. В январе комиссия по развитию танков приняла решение об изготовлении трёх опытных образцов для проведения испытаний. Корпуса Е-25 начали собирать на заводе фирмы Alkett в Берлин-Шпандау, но до конца войны завершить их сборку не получилось.
На танки предполагалось устанавливать двигатель Maybach HL 100 мощностью 400 л. с. с возможностью замены на Maybach HL 101, однако из-за задержек с отработкой данных моторов на танк решили устанавливать 600-сильный двигатель воздушного охлаждения или же авиационный мотор Otto, мощностью 400 л. с. Однако два последних варианта оказались неудачными, в результате чего на Е-25 было решено установить двигатель Maybach HL 230. В ходовой части использовались такие же опорные катки, как и у Е-10, но теперь их было по 5 на борт. На танке планировалось использовать 700-мм траки. Е-25 имел лобовое бронирование 50 мм, бортовое — 30 мм, кормовое — 20 мм. Крыша и днище имели броню 20 мм. На истребитель танков планировали устанавливать 75-мм пушку PaK L/70, впрочем окончательного решения о вооружении принято не было.

### E-50 и E-75
Проекты Е-50 и Е-75 планировались в качестве «стандартных танков». Они должны были иметь одинаковые двигатели, топливные баки, систему охлаждения, ведущие и направляющие колёса, механизм натяжения гусениц, а также одинаковую форму и габариты, однако за счёт менее сильного бронирования у Е-50 внутренний объём был больше. Всё это позволяло добиться высокой степени унификации машин. Стоит отметить, что проектные работы над этими танками к концу Второй Мировой были далеки от завершения, не были подготовлены полные комплекты чертежей, не говоря об опытных образцах. Дело ограничилось проведениям расчётов, ряда испытаний и создания различных макетов и стендов, необходимых для этого. В конце 1944 года предполагалось провести испытания элементов подвески Е-50 и Е-75 на корпусе «Королевского Тигра», однако сделать этого не удалось.
На танки планировалось установить двигатель Maybach HL 233 P, планировавшийся к запуску в серийное производство в начале 1945 года. Его мощность составляла 900 л. с. Однако в связи с тем, что работы над этим двигателем не были завершены, также рассматривался вариант установки на танки двигателя Maybach HL 234, имевшего такую же мощность, однако до конца войны работы над этим двигателем также не были завершены. Предусматривалось установить на танки 8-скоростную коробку передач с гидромеханическим приводом. Расчётная скорость движения Е-50 составляла 60 км/ч, а Е-75 — 40 км/ч. В подвеске данных машин предполагалось использовать тележки, состоявшие из двух катков каждая, закреплённых на подпружиненных балансирах. В подвеске Е-50 использовалось три тележки на борт, а у Е-75 — четыре. Катки были смещены относительно друг друга таким образом, чтобы между ними проходил гребень траков гусеницы. Также следует отметить, что гусеницы Е-50 предполагалось использовать в качестве транспортных для Е-75. Разработкой башен и вооружения для танков занималась фирма Krupp, однако до конца войны вопрос о том, какое вооружение установить на танки, окончательно решён не был. Предположительно, это могли быть длинноствольные 88- и 105-мм орудия (первое — в том числе длиной 100 калибров).

### E-100

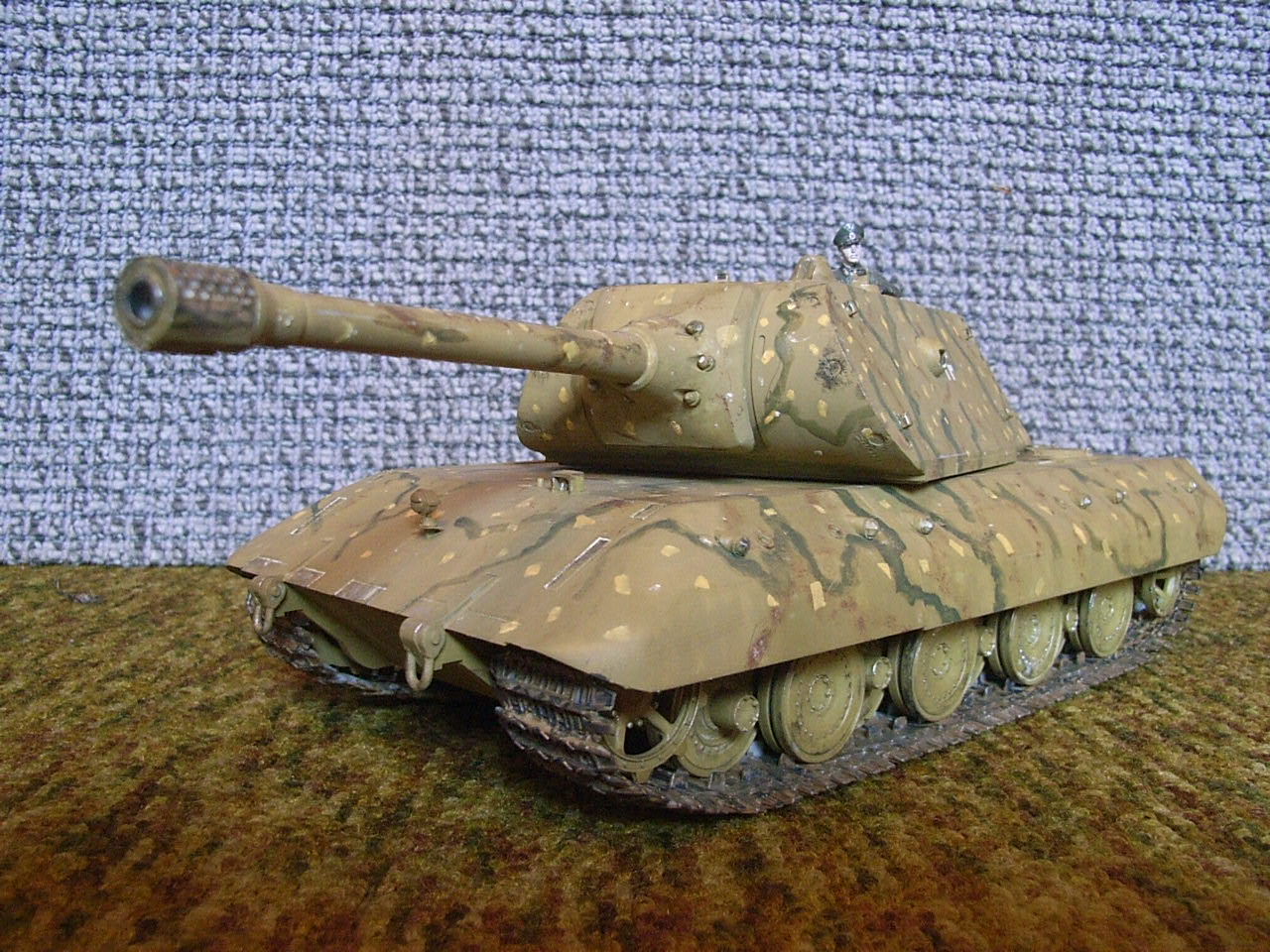
Модель танка E 100

Е-100 — проект сверхтяжёлого танка с массой 130—140 тонн, разрабатывался как альтернатива разработанному Ф. Порше сверхтяжёлому танку Maus, который при сходных боевых характеристиках с «Маусом» был бы достаточно технологичным для массового производства. Проектирование началось 30 июля 1943 года в Фридберге. Разработку конструкции и постройку опытного образца вела фирма «Adler». Несмотря на личный приказ Гитлера в конце 1944 года прекратить все работы над сверхтяжелыми танками (касающийся как Е-100, так и разрабатываемого параллельно с ним «Maus»), проектирование продолжалось медленными темпами и была начата постройка прототипа. Продолжались работы на заводе Henschel в Хаустенбеке и на полигоне Зеннелагер вплоть до окончания войны.

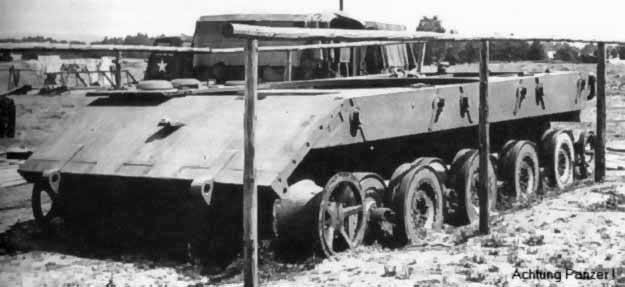
Незавершённый опытный образец (шасси без башни).

 Незавершённый опытный образец (шасси без башни) был захвачен в Зеннелагере на заводе «Хеншель» английскими войсками. В июне 1945 года Е-100 был переправлен в Великобританию для всесторонних испытаний. Потом полуготовый Е-100 был отправлен на металлолом, поэтому до наших дней не сохранился.
На танке Е-100, в отличие от остальных машин серии «E», использовали традиционную для германского танкостроения компоновку, в которой двигатель располагался в корме, а ведущие колёса и трансмиссия — в передней части танка. На Е-100 планировалось устанавливать двигатель Maybach HL 230P30 и рулевое управление Henschel L 801. В перспективе планировалось установить более мощный Maybach HL 234 или дизель мощностью 1100—1200 л. с. С новым двигателем должна была устанавливаться новая гидромеханическая трансмиссия Maybach Mekydro. По расчётам фирмы «Adler» танк должен был развивать скорость 40 километров в час, что весьма маловероятно. В ходовой части использовались обрезиненные опорные катки диаметром 900 мм, имевшие в качестве упругих элементов спиральные пружины. «Боевые» гусеницы имели ширину 1000 мм, были разработаны специальные «транспортные» гусеницы шириной 550 мм. Лобовое бронирование должно было составлять 150—200 мм под углом 45 или 30 градусов, бортовое — 120 мм, а кормовое — 150 мм. Причём, верхняя часть борта и верхняя часть гусениц должны были закрываться 90-мм экранами, которые предполагалось при перевозке снимать. Следует сказать, что решение об окончательном вооружении танка не было принято. Предполагалось вооружить танк либо 150-мм орудием, либо 174-мм орудием. Скорее всего, для установки 174-мм орудия на шасси E-100, потребовалось бы избавиться от башни, сделав неподвижную рубку. Башня имела диаметр погона 3060 мм, её поручили разрабатывать фирме Krupp. Также рассматривался вариант использования шасси Е-100 в качестве базы для различных САУ и спецмашин.

Галерея
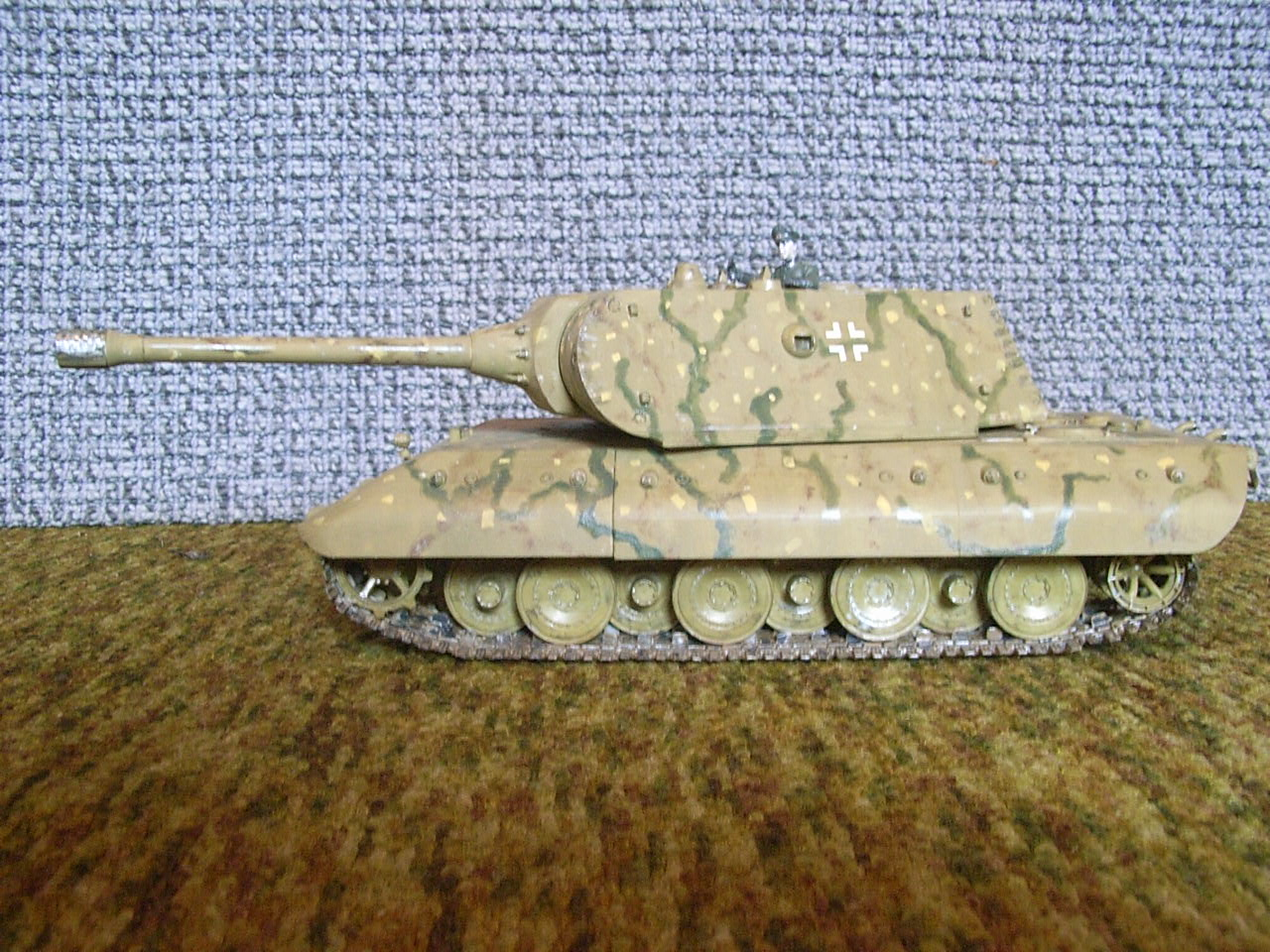
Модель танка, вид сбоку.
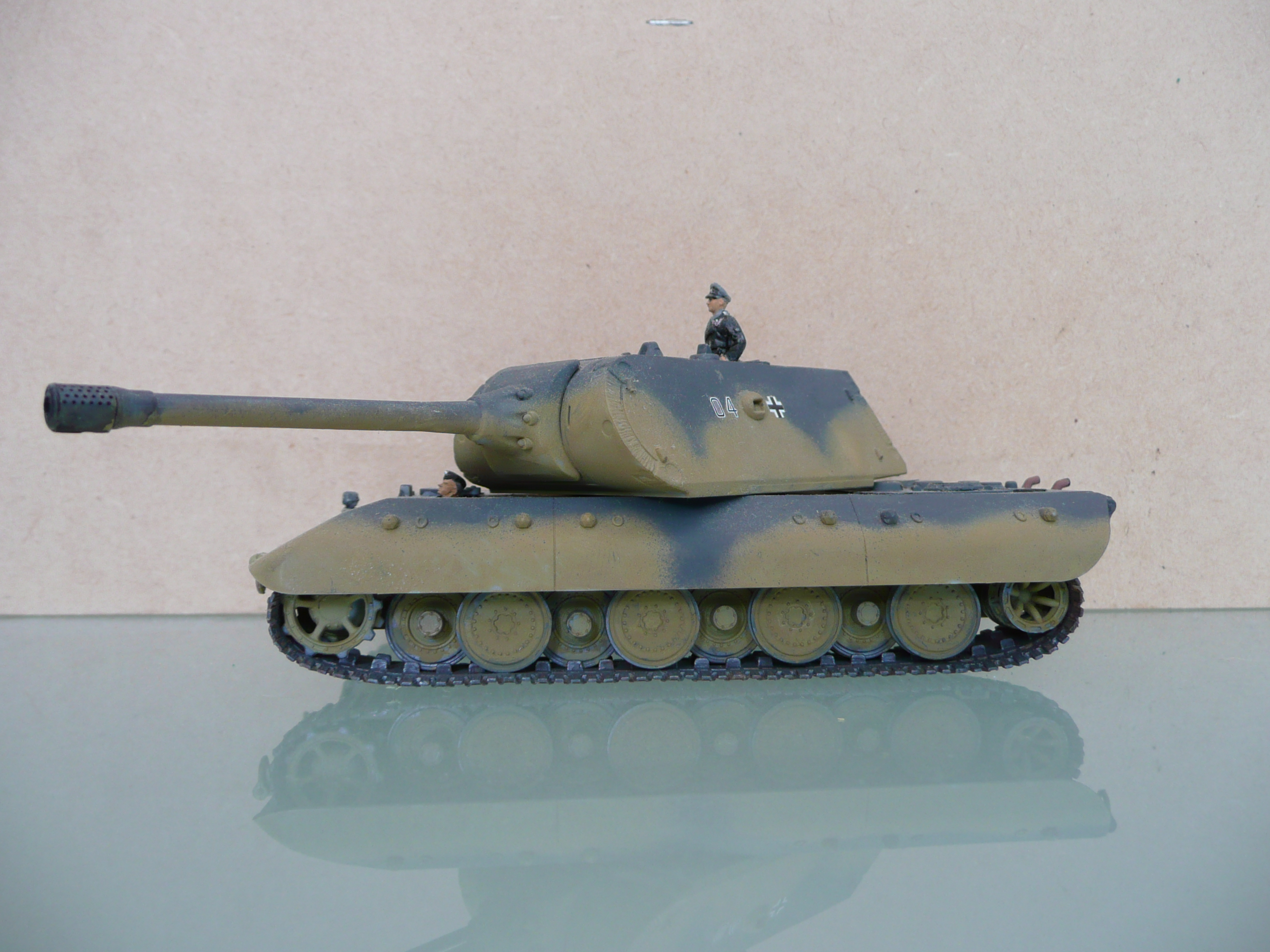
Модель E 100, 1:72.
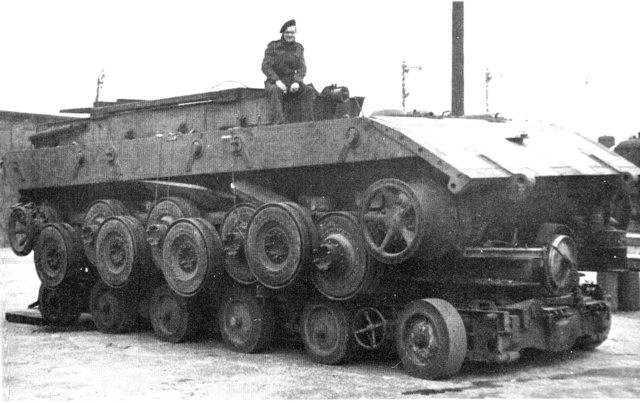
Собранное шасси Е-100, погружённое на прицеп.
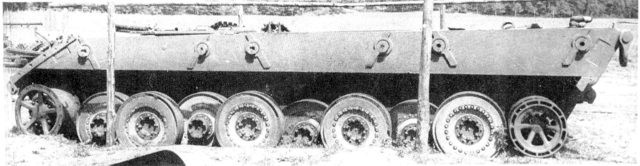
То же шасси, вид сбоку.

## В массовой культуре

### Стендовый моделизм
- E-10/25/50/75 — в масштабе 1:35 выпускаются фирмой Trumpeter (Китай). Также на рынке присутствуют более мелкие масштабы этих танков, в 1/72 выпускаются фирмой Modelcollect (Китай).
- Е-100 — в масштабе 1:35 выпускается фирмами Dragon (Китай) с башней от танка Maus, Trumpeter (Китай) с двумя вариантами башен: вымышленной башней фирмы Henschel и башней фирмы Krupp. Trumpeter также выпускает модель самоходной установки Jagdpanzer E100, оснащённой 170-мм пушкой (фантазия на тему, как бы она могла выглядеть, если бы немецкие конструкторы начали разработку такой САУ).

### В компьютерных играх
- Вымышленный танк E-79, аналогичный по компоновке и внешнему виду E-75, доступен как один из управляемых танков в игре Panzer Front.

- В War Thunder представлен E-100 с башней от Maus.

- В World of Tanks и World of Tanks Blitz представлены следующие танки серии: E-25, E-50, E-75, E-100 с вымышленной башней от Henschel, а также ряд вымышленных машин на их базе: E-75 TS и Keiler с мощным экранированием; Jagdpanzer E100, E-50M и др.                          Также в игре World of Tanks Blitz существует полностью выдуманный танк Е-10, это тот же Е-100 видоизменённый и находящийся на 7 уровне игры.

- В Ground War: Tanks представлены E-10, E-50, E-75 и E-100, а также ряд вымышленных машин на их базе.